# Lars Bakkerud
Lars Henrik Bakkerud (Larvik, 1º giugno 1971) è un allenatore di calcio ed ex calciatore norvegese, di ruolo centrocampista.

## Carriera

### Giocatore

#### Club
Bakkerud ha cominciato la carriera con la maglia del Fram Larvik, per poi passare al Brann. Ha esordito nell'Eliteserien in data 26 aprile 1992, quando è stato schierato titolare nella sconfitta per 3-1 in casa dell'HamKam. Il 17 giugno 1996 ha segnato il primo gol nella massima divisione norvegese, nella vittoria per 4-0 sullo Stabæk. Si è trasferito successivamente ai greci del Panionios e poi agli svedesi dell'Helsingborg.
Tornato poi in patria, ha militato nelle file dell'Hønefoss. Ha debuttato con la casacca del club, in 1. divisjon, in data 3 agosto 2003: è subentrato a Christer Ellefsen nel successo per 1-2 sul campo del Bærum. Ha firmato in seguito per il Larvik e poi per il Vard Haugesund, prima di accordarsi con il Løv-Ham. Ha giocato un solo incontro di campionato con questa maglia, nel successo per 5-1 sul Manglerud Star (ha sostituito Thomas Tennebø). Si è trasferito poi al Norheimsund.

### Allenatore
Il 30 novembre 2012, è stato scelto come nuovo allenatore del Fredrikstad, a partire dal 1º gennaio successivo. Il 9 ottobre 2013, è stato annunciato che il suo contratto annuale non sarebbe stato rinnovato e che la squadra sarebbe stata affidata a Håkon Wibe-Lund.
Il 6 agosto 2015 è diventato il nuovo allenatore dell'Ørn-Horten, in 2. divisjon. Il 25 aprile 2016, l'Ørn-Horten e Bakkerud hanno raggiunto un accordo per separare le loro strade, poiché la situazione economica del club non permetteva il pagamento di un allenatore a tempo pieno.